# Их поменяли телами
«Их поменяли телами» (англ. Dating the Enemy) — австралийская романтическая комедия 1996 года режиссёра Меган Симпсон Хуберман.

## Сюжет
Перспективный ведущий музыкального шоу Бретт (Гай Пирс) в День святого Валентина объясняется в любви Тэш (Клодия Кэрван), своей полной противоположности — серьезной журналистке, пишущей научные статьи. Спустя год они расстаются, так как полные противоположности, по их мнению, не могут быть вместе… Но именно в этом скрывается вся тайна природы любви, и им дается ещё один шанс…

## В ролях
- Гай Пирс — Бретт
- Клодия Кэрван — Таш
- Мэтт Дей — Роб
- Лиза Хэнсли — Летиция
- Пиппа Грендисон — Колетт
- Джон Ховард — Дэвис

## Признание
- 1996 — номинация на премию AACTA за лучшую женскую роль (Клаудиа Карван)[2]